# Trupti Desai
Trupti Desai (Nipani, 1984) es una trabajadora social y activista india, fundadora de la Brigada Bhumata & Fundación Bhumata, una organización con base en Pune que vindicó que las mujeres pudieran entrar en lugares religiosos como el Templo Shani Shingnapur, el Templo Haji Ali Dargah, el Templo Mahalakshmi, el Templo Trimbakeshwar Shiva, todos en el estado de Maharashtra y más recientemente el templo Sabarimala en Kerala. En 2012, fue candidata al Congreso Nacional Indio por el municipio de Pune.

## Biografía,
Desai nació en Nipani Taluka en el estado indio de Karnataka el 12 de diciembre de 1985. Su padre dejó a la familiay se fue a vivir a un ashram; su madre la crio con sus dos hermanos. Estudió ciencias del hogar en el campus de Pune de la Universidad de Mujeres Shreemati Nathibai Damodar Thackersey (SNDT), pero suspendió después del primer año debido a problemas familiares.
En 2003, Desai era una trabajadora social en la asociación Krantiveer Jhopdi Vikas Sangh en programas de rehabilitación. De 2007 a 2009, Desai organizó protestas contra las irregularidades financieras, fraude, en el Banco Cooperativo Ajit. En enero de 2009, dirigió un grupo contra el entonces viceministro en jefe de Maharashtra Ajit Pawar. En 2013 se emitió una orden de arresto contra ella por encabezar el grupo que supuestamente "abofeteó la efigie de Pawar, usó lenguaje abusivo y mantuvo una agitación ilegal a pesar de las órdenes prohibitivas". Desai fue liberada inmediatamente bajo fianza, alegando que el arresto fue solo una táctica para evitar que los activistas protestasen. Fundó la Brigada Bhumata en 2010 y desde entonces la aumentado el número de miembros a 5000  en 2016. En 2011, también participó en el movimiento anticorrupción. Ella disputó las elecciones de 2012 para la Corporación Municipal de Pune del barrio de Balaji Nagar como miembro del Congreso Nacional Indio pero perdió. Desai está casada desde 2006 y tiene un hijo.

### El derecho de las mujeres a entrar en lugares religiosos
En noviembre de 2015, una mujer ingresó al santuario hindú del Templo Shani Shingnapur, donde no se permitía a las mujeres. Los sacerdotes del templo suspendieron al guardia de seguridad de turno en ese momento y llevaron a cabo una ceremonia de limpieza del ídolo. Este evento de discriminación hacia las mujeres movilizó a Desai, quien junto con otros miembros de su Brigada organizaron varias entradas forzadas al santuario. El gobierno estatal y el tribunal de distrito de Pune ordenaron a los funcionarios del templo que permitieran a las mujeres en el santuario basándose en sus derechos constitucionales. El 8 de abril de 2016, el día celebrado como Gudi Padwa, el día de año nuevo del calendario Maharashtra, Desai junto con otras mujeres de la Brigada entraron al santuario del Templo Shani Shingnapur.
Después de la entrada a Shingnapur, Desai llegó al Templo Mahalakshmi en Kolhapur, donde el comité de gestión del templo le permitió entrar, pero los sacerdotes lo impidieron. Cinco sacerdotes fueron arrestados por atacar a Desai y a los manifestantes También ingresó al santuario interior del Templo Trimbakeshwar Shiva cerca de Nashik, donde fue escoltada pacíficamente por la policía, pero solo con ropa mojada similar a cómo el templo permite a los hombres.  
En abril de 2016, intentó ingresar al Haji Ali Dargah en Mumbai; sin embargo, una multitud enojada lo hizo fracasar. Desai afirmó que recibió una amenaza de muerte si intentaba ingresar nuevamente a la dargah, un tipo de santuario islámico. En mayo de 2016, hizo un segundo intento y entró a la mezquita bajo estricta seguridad, pero no en el santuario interior donde no se permiten mujeres.
En noviembre de 2018, hizo un intento fallido de visitar el templo de Sabarimala en Kerala durante la temporada de peregrinación Mandalam-Makaravilakk. El templo tenía restricciones legales y religiosas que impedían la entrada de mujeres en edad de menstruación (aproximadamente 10-50 años) desde 1991, que fue revocado por un veredicto histórico de la Corte Suprema de India en octubre de 2018. A pesar de que una docena de mujeres en edad de menstruación habían intentado visitar el templo después de que se emitió el veredicto, todas resultaron infructuosas en gran parte debido a las protestas. Trupti también fue bloqueada por manifestantes en el Aeropuerto Internacional de Cochin el 16 de noviembre de 2018, mientras viajaba a Sabarimala. Decidió regresar después de quedarse encerrada en el  aeropuerto más de 14 horas y prometió regresar nuevamente.